# Jean-Baptiste Laviolette
Jean-Baptiste Laviolette (27. července 1879 Belleville, Ontario, Kanada – 10. ledna 1960 Montréal, Québec, Kanada) byl kanadský hokejista a funkcionář klubu Montreal Canadiens. Laviolette byl obránce, který odehrál za Montreal 147 zápasů. Jeho hlavní přínos pro Montreal však spočívá v tom, že působil jako první hráč, hlavní trenér a generální manažer Montrealu. V sezóně 1915/16 získal se svým týmem Stanley Cup. Od roku 1962 je členem hokejové síně slávy.